# Ascosphaera major
Ascosphaera major är en svampart som först beskrevs av Prökschl & Zobl, och fick sitt nu gällande namn av Skou 1972. Ascosphaera major ingår i släktet Ascosphaera och familjen Ascosphaeraceae.   Inga underarter finns listade i Catalogue of Life.